# Bataille de Saint-Hilaire-des-Landes
Chouannerie
Batailles
- Liffré
- 1re Argentré
- Expédition de Quiberon
- Plouharnel
- Quiberon
- Segré
- 1er Rocher de La Piochais
- La Ceriseraie
- La Cornuaille
- 1re La Croix-Avranchin
- La Vieuville
- Boucéel
- 1re Saint-James
- 2e Rocher de La Piochais
- 2e La Croix-Avranchin
- Auverné
- Andigné
- Croix-Couverte
- Tinchebray
- L'Auberge-neuve
- Locminé
- Saint-Hilaire-des-Landes
- Val de Préaux
- Le Grand-Celland
- 2e Argentré
- Noyant-la-Gravoyère
- La Hennerie
- Saint-Aubin-du-Cormier
- Le Mans
- Nantes
- Saint-Brieuc
- Le Lorey
- Mont-Guéhenno
- La Tour d'Elven
- 2e Saint-James
- Les Tombettes
- Pont du Loc'h

La bataille de Saint-Hilaire-des-Landes a lieu le 19 avril 1796 pendant la Chouannerie. Elle s'achève par la victoire des républicains, qui repoussent une attaque des chouans contre le bourg fortifié de Saint-Hilaire-des-Landes.

## Sources
Les évènements de la bataille de Saint-Hilaire-des-Landes sont connus par quatre sources. Du côté des républicains, un récit est laissé par Julien Simon, dit Champrobert, le commandant de la garde nationale de Saint-Marc-le-Blanc, qui participe directement aux combats. À Rennes, le général Jacques Marguerite Pilotte de La Barollière adresse un bref rapport au ministre de la guerre. Du côté des royalistes, l'officier chouan Toussaint du Breil de Pontbriand laisse un récit détaillé du combat dans ses mémoires, tandis que le marquis de la Jaille, émigré, aide de camp de Joseph de Puisaye et officier au sein des Chevaliers catholiques, en fait une courte mention dans une lettre adressée à sa femme à Londres.

## Forces en présence
D'après les mémoires de Toussaint du Breil de Pontbriand, plus de 1 500 chouans des colonnes Centre et Normande participent à l'assaut sur Saint-Hilaire-des-Landes, avant d'être renforcés à la fin du combat par les 1 200 hommes de la colonne Brutale. Selon le marquis de la Jaille, les royalistes sont 1 800 au début de l'action. Le commandant Julien Simon estime le nombre des chouans à 3 500 dès le début de l'attaque, tandis que le général La Barollière fait mention dans son rapport au ministère de la guerre de 2 000  à   3 000 hommes. 
Les effectifs des républicains ne sont pas connus avec précision. D'après le marquis de La Jaille, leur nombre est égal à celui des chouans. Selon Pontbriand, 2 000 républicains participent au combat, dont 1 200 venus en renfort. Les sources républicaines ne donnent pas d'indication sur les effectifs de la garnison de Saint-Hilaire-des-Landes. Selon Julien Simon, les renforts venus à l'aide de Saint-Hilaire-des-Landes sont constitués de 50 hommes de Baillé, de 100 hommes de Saint-Marc-le-Blanc, de 80 hommes de Saint-Christophe-de-Valains et du Tiercent et d'environ 100 hommes de Rimou et de Vieux-Vy-sur-Couesnon.

## Prélude
Le 18 avril 1796, les communes patriotes du canton de Saint-Marc-le-Blanc sont prévenues de rassemblements de Chouans à Vendel, La Chapelle-Saint-Aubert, Romagné et Saint-Sauveur-des-Landes. 
Le 19 avril, le général des chouans d'Ille-et-Vilaine, Aimé Picquet du Boisguy se met en route vers Saint-Christophe-de-Valains avec ses colonnes du Centre et Normande, fortes de plus de 1 500 hommes d'après Pontbriand, 1 800 hommes selon La Jaille. Il laisse à Vendel, son second le colonel Auguste Hay de Bonteville avec 1 200 hommes.
Mais en passant à proximité du bourg patriote de Saint-Hilaire-des-Landes, à 5 heures du matin une avant-garde entre en contact avec les républicains aux avant-postes de la bourgade. Cette avant-garde est forte d'une cinquantaine d'hommes selon le commandant républicain Simon, et de 200 hommes commandés par Julien Saulcet, dit Duval, d'après le marquis de la Jaille. Les gardes nationaux et les soldats de la garnison font une première sortie et repoussent les chouans. Cependant au bruit de la fusillade, le commandant Simon, chef de la garde nationale de Saint-Marc-le-Blanc envoie une centaine de ses hommes en renfort à Saint-Hilaire. Une seconde attaque a alors lieu à l'Est du bourg, mais une nouvelle sortie des bleus disperse les royalistes qui se réfugient à Saint-Sauveur-des-Landes. Un groupe de soldats républicains gagne ensuite le logement de l'un d'entre eux, une ferme située à l'écart du bourg, afin de déjeuner. Mais un escadron de cavalerie chouanne apparait et ouvre le feu sur les fenêtres et les portes de la ferme. Au bruit de cette nouvelle fusillade, la garnison fait une troisième sortie et parvient encore à repousser les chouans et à évacuer les habitants de la ferme, mais à ce moment Boisguy apparait avec toute sa troupe forte de plus 1 500 hommes et attaque en force. Selon la Jaille, Duval tue un officier, un soldat et fait un prisonnier. Totalement dépassés par le nombre, les républicains prennent la fuite vers le bourg de Saint-Hilaire-des-Landes, talonnés de près par les chouans, tant et si bien que ces derniers pénètrent dans le bourg en masse, presque en même temps que les républicains. Les patriotes ont à peine le temps de réagir et de se retrancher dans leurs fortifications que les royalistes se sont déjà rendus maîtres de la moitié du bourg.

## La bataille

### Combats à Saint-Hilaire-des-Landes
Boisguy n'avait initialement pas l'intention d'attaquer Saint-Hilaire-des-Landes, néanmoins, la moitié du bourg étant en son pouvoir, il tente de s'emparer de l'autre moitié. Il envoie un courrier sur Vendel pour demander à Bonteville de venir le rejoindre puis passe à l'attaque. Boisguy commande lui-même le flanc droit et le centre avec sa colonne de Fougères-Nord dite « Centre », tandis que Joseph de Puisaye, Jean de Saint-Gilles, dit « Du Guesclin », et Dauguet, dit « Fleur de Rose », dirigent le flanc gauche avec la colonne normande. Cependant, retranchés derrière les barrières et les postes fortifiés, les républicains défendent le terrain pied à pied. Néanmoins, ils sont épuisés et à jeun et les chouans ont bon espoir de l'emporter lorsque des troupes issues des bourgs patriotes des alentours arriveront en renfort.
À Saint-Marc-le-Blanc, le commandant Simon a regroupé sous ses ordres 80 hommes venus de Saint-Christophe-de-Valains et du Tiercent, et rejoint Saint-Hilaire-des-Landes. 50 soldats de Baillé et une centaine d'autres venus de Rimou et de Vieux-Vy-sur-Couesnon arrivent également en renfort. Le commandant de Vinsneux, chef de la garnison de Saint-Hilaire-des-Landes, tente alors de lancer une contre-attaque. Il prend la tête de la colonne du centre, forte de 250 hommes et fait une sortie, mais dès la première décharge des chouans, il quitte sa troupe. Dans son rapport, Simon l'accuse d'avoir pris la fuite. Simon quitte alors le flanc gauche et prend la tête du centre afin de lancer une nouvelle attaque, pendant ce temps les garnisons de Rimou et de Vieux-Vy-sur-Couesnon, accompagnées de quelques hommes de Saint-Hilaire attaquent les chouans sur leur flanc gauche. Au bout d'un quart d'heure, Puisaye et les Normands prennent la fuite et Jean de Saint-Gilles est blessé par une balle qui lui fracasse le bras. Boisguy ne se retrouve plus qu'avec 800 à 900 hommes dans le bourg, craignant d'être débordé, il ordonne la retraite. Les chouans reculent en bon ordre, poursuivis par les républicains. 

### Combats sur les landes de Landeumont et de Saint-Sauveur-des-Landes
Alors que les républicains et les chouans en retraite s'affrontent sur la lande de Landeumont, entre Saint-Hilaire-des-Landes et Saint-Sauveur-des-Landes, Boisguy apprend que Auguste Hay de Bonteville et René Augustin de Chalus viennent d'arriver en renfort avec les 1 200 hommes de la colonne de Fougères-Sud et se sont retranchés derrière les haies, au bout de la lande. Boisguy attire alors les républicains dans l'embuscade. 
Mais à partir de ce moment les récits de Pontbriand et de Simon divergent et les deux camps cherchent à s'attribuer la victoire. Selon Simon, les renforts chouans sont culbutés à leur tour, et l'armée de Boisguy est poursuivie jusqu'à Romagné, lieu où Simon arrêta la poursuite à cause de la fatigue de ses hommes. D'après Pontbriand, les républicains sont stoppés par la décharge et les chouans, ralliés, lancent une contre-charge qui met en fuite les républicains qui sont poursuivis jusqu'au bourg de Saint-Hilaire-des-Landes. La bataille se termine entre quatre et cinq heures de l'après-midi.

## Pertes
Les pertes du combat font l'objet d'estimations très divergentes. Selon le marquis de la Jaille, seulement dix royalistes sont blessés, dont deux succombent le lendemain, tandis que les républicains laissent selon lui 30 morts et 60 blessés. Toussaint du Breil de Pontbriand fait état de 42 morts et de plus de 60 blessés pour les royalistes, mais il affirme que les républicains perdent 650 hommes, dont un chef de bataillon et six officiers,,. Le commandant Simon donne un bilan de trois morts et six blessés pour les républicains contre environ 300 morts et un grand nombre de blessés du côté des chouans. Le général La Barollière évoque quant à lui une perte de dix hommes du côté des républicains et déclare ignorer le nombre des chouans tués, les morts et les blessés ayant été enlevés,.